# Senna Vodzogbe
Senna Vodzogbe (* 8. Dezember 1994 in Järvenpää) ist eine finnische Schauspielerin.

## Leben und Karriere
Vodzogbe wurde am 8. Dezember 1994 in Järvenpää geboren. Ihr Vater stammt aus Ghana. Sie studierte an der Universität Tampere. Ihr Debüt gab sie 2016 in einer Folge in Kynsin hampain. Bekanntheit erlangte sie vor allem für ihre Rolle als Zahra in Nurses. Anschließend setzte sie ihre Rolle in Syke: Särkynyt sydän fort. 2024 wurde sie für den Film Parvet gecastet.

## Filmografie
Filme
- 2023: Syke: Särkynyt sydän
- 2023: Pakoja & haaveita
- 2024: Parvet

Fernsehserien
- 2016: Kynsin hampain
- 2017: Karma
- 2018: Hulttiot
- 2018–2023: Nurses
- 2019: Roba
- 2021: Jönneli
- 2021: Luottomies
- 2022: Koskinen
- 2025: Höyhensarja